# Baiersbronn
Baiersbronn település Németországban, azon belül Baden-Württembergben. Lakosainak száma 15 126 fő (2023. december 31.).

## Népesség
A település népessége az elmúlt években az alábbi módon változott:
| Lakosok száma | 13 029 | 14 837 | 15 209 | 14 437 | 14 425 | 16 737 | 16 267 | 16 080 | 14 453 | 15 126 |
|               | 1961   | 1967   | 1974   | 1980   | 1987   | 1993   | 2000   | 2006   | 2013   | 2023   |